# Malalai Bahaduri
Malalai Bahaduri (en persa: ملایی بهادوری‎) es una agente policial y activista por los derechos femeninos en Afganistán. Es ganadora del Premio Internacional a las Mujeres de Coraje de 2013 y Teniente Segundo e instructor principal en la Unidad de Interdicción Nacional afgana (NIU) perteneciente a la policía nacional del país islámico.
Trabajó como operador de telecomunicaciones, pero decidió unirse a las fuerzas del orden público en 2002, después de que terminó el gobierno talibán de Afganistán.  Bahaduri fue amenazada de muerte y maltratada físicamente por un tío que se opuso a que ella lo hiciera.
Bahaduri es la primera mujer miembro de la NIU afgana. Ha participado en operaciones antinarcóticos en las 34 provincias de Afganistán.